# Institut supérieur d’agriculture Rhône-Alpes
Die Institut supérieur d’agriculture Rhône-Alpes (ISARA) ist eine französische Ingenieurhochschule, die 1968 gegründet wurde.
Die Schule bildet Ingenieure in den Bereichen Agronomie, Agrar- und Lebensmittel und Umwelt aus.
Die ISARA mit Sitz in Lyon und seit 2017 auch in Avignon ist eine private, staatlich anerkannte Hochschuleinrichtung von allgemeinem Interesse. Die Schule ist Mitglied der Hochschulgruppe der Universität Lyon.